# Itzhak de Laat
Itzhak de Laat, född 13 juni 1994, är en nederländsk skridskoåkare som tävlar i short track.

## Karriär
de Laat har tävlat vid olympiska vinterspelen 2018 i Pyeongchang och olympiska vinterspelen 2022 i Peking.
I januari 2024 tog han brons på 1 500 meter samt var en del av Nederländernas lag som tog guld i 5 000 meter stafett vid EM i Gdańsk.